# Jolanta Fraszyńska
Jolanta Fraszyńska (n. 14 decembrie 1968, Mysłowice, Voievodatul Silezia, Polonia) este o actriță poloneză de film și de teatru.

## Biografie
Fraszyńska și-a petrecut copilăria în Mysłowice, Polonia cu mama ei Krystyna, tatăl vitreg și sora vitregă mai mare Katarzyna. La șase ani a început să cânte în programul de cânt și dans al centrului cultural local WSS „Społem”, iar mai târziu în organizația de artă afiliată bisericii, Mișcarea Lumină-Viață. Și-a cunoscut tatăl biologic când era în liceu. S-a înscris la Școala Superioară de Teatru din Wrocław (wrocławska Państwowa Wyższa Szkoła Teatralna) după ce și-a terminat studiile la academia preșcolară Studium Wychowania Przedszkolnego.
În 1990, a terminat studiile suplimentare la Cracovia la Państwowa Szkoła Teatralna im. Ludwika Solskiego. În perioada 1991–1998 a lucrat ca actriță în teatrul Teatr Polski din Wrocław. În 1998 s-a mutat la Varșovia, la Teatr Dramatyczny. Ea a participat la douăzeci și cinci de producții ale emisiunii de televiziune Teatr Telewizji.
A debutat în cinematografie în 1991, când a interpretat-o pe Ania în In flagranti, un film de Wojciech Biedroń.
Din 6 septembrie 2008 a participat la cea de-a 4-a ediție a programului de televiziune Jak oni śpiewają⁠(d), dar la 28 septembrie 2008 a fost nevoită să anuleze din cauza problemelor de sănătate, ajungând în cele din urmă pe locul 13 în competiția generală. 
În 2011, s-a alăturat juriului celei de-a 13-a ediții a versiunii poloneze a emisiunii Dansez pentru tine (Taniec z gwiazdami⁠(d)), când a înlocuit-o pe actrița Beata Tyszkiewicz.

## Viață privată
Fraszyńska are două fiice: Nastazja (născută în 1990), din prima căsătorie cu colegul ei actor Robert Gonera⁠(d) și Aniela (născută la 12 mai 2004), cu cel de-al doilea soț Grzegorz Kuczeriszka, un cameraman de film, de care a divorțat în primăvara anului 2010.
Timp de doi ani, a fost ambasadoare pentru o campanie de caritate socială, Ogólnopolska Kampania Społeczna (Forumul împotriva depresiei).
Jolanta Fraszyńska a decis să participe la un pictorial Playboy Polska, care a apărut în numărul din mai 1999. Ea a fost, de asemenea, autoarea uneia dintre fabulele din antologia Bajki gwiazd (2005), disponibilă în format tipărit și ca înregistrare.

## Filmografie

### Roluri de film
- 1986: Budniokowie i inni
- 1989: Szklany dom – ciężarna córka mieszkanki kamienicy
- 1989: Powroty
- 1991: In flagranti – Ania, studentka doktora Nowaka
- 1992: Białe małżeństwo – Bianka
- 1992: Żegnaj Rockefeller – Julia Kuczmańska, dziewczyna Michała
- 1992: Enak⁠(d) – dziewczyna z komitetu wyborczego
- 1993: Wow (installments 12 and 13)
- 1993: Pora na czarownice – Jola Markowska
- 1993: Łowca. Ostatnie starcie – psycholog Tereska, przyjaciółka Parviny
- 1993: Goodbye Rockefeller – Julia Kuczmańska, dziewczyna Michała
- 1995: Prowokator – urzędniczka na poczcie
- 1996: Maszyna zmian. Nowe przygody – Ewa (installment 1)
- 1997: Królowa złodziei – Francoise
- 1997: Wojenna narzeczona⁠(d) – Ania, kelnerka w restauracji Dąbrowskiego (odc. 3 i 4)
- 1997: Boża podszewka – Elżutka Jurewicz, siostra Marysi
- 1998: Ekstradycja 3 – haker Ćma
- 1998: Sto minut wakacji – Danuta Milley
- 1999: Sto minut wakacji – Danuta Milley
- 1999: Kiler-ów 2-óch⁠(d) – Aldona Lipska
- 1999–2010: Na dobre i na złe⁠(d) – Monika Zybert-Jędras
- 1999: Ja, Malinowski⁠(d) – Eliza
- 2000: Dom – Jola, córka Ekstra-mocnego (odc. 24 i 25)
- 2001: Zostać miss – Katarzyna Wolska, reporterka radia „Stolica”
- 2001: Domek dla Julii – Julia
- 2001: Pieniądze to nie wszystko – Małgosia, sekretarka Turkota
- 2001: Cisza – przyjaciółka Mimi
- 2001: Kocham Klarę – aktorka Jola Kapuścińska (odc. 13)
- 2003: Zróbmy sobie wnuka – sprzedawczyni
- 2004: Ławeczka – Kasia
- 2005: Skazany na bluesa⁠(d) – Małgorzata „Gola” Riedel, żona Ryśka
- 2005: Pitbull – żona tirowca (odc. 4)
- 2005: Anioł Stróż⁠(d) – Beata, siostra Anny
- 2008: Niania⁠(d) – Sandra (odc. 109)
- 2008: Hotel pod żyrafą i nosorożcem⁠(d) – Anna Miłobędzka
- 2010–2011: Licencja na wychowanie – Roma Barańska
- 2012: Hotel 52 – Grażyna Jabłońska (odc. 54)
- 2012: Ja to mam szczęście – Wanda (odc. 34)
- 2012: Sęp – sędzia
- 2015: M jak miłość⁠(d) – Zuzanna Marszałek
- 2015: Ojciec Mateusz⁠(d) – laborantka Agnieszka Murawska (odc. 171)

### Dublaj în limba poloneză
- 2009: Esterhazy – Matka polskiej rodziny
- 2007: Pana Magorium cudowne emporium – Molly Mahoney
- 2005: Czerwony Kapturek – prawdziwa historia – Czerwony Kapturek
- 2000: Droga do El Dorado – Chel
- 1998: Rudolf czerwononosy Renifer – Fiołek
- 1998: Mulan – Fa Mulan
- 1995: Grający z talerza – Janka
- 2013: Ralph Demolka – Vandelopa von Cuks

## Roluri de teatru selectate
- 1991: Nasze miasto, spectacol de teză – Emilka
- 1991: Ania z Zielonego wzgórza de Lucy Maud Montgomery – Ania
- 1992: Pułapka de Tadeusz Różewicz
- 1992: Płatonow de Anton Cehov – Sasza
- 1993: Płatonow – akt pominięty de Anton Cehov – Sasza
- 1994: Romeo i Julia – Julia
- 1997: Hedda Gabler de Henrik Ibsen – Pani Elvsted
- 1998: Niezidentyfikowane szczątki ludzkie de Brad Fraser⁠(d) – Jerri
- 1999: Opera żebracza de Václav Havel – Jeny
- 1999: Hamlet – Guildenstern
- 1999: Powrót Odysa de Stanisław Wyspiański
- 2001: Wymazywanie de Thomas Bernhard
- 2008: Ucho Van Gogha Fred Apka – Ea
- 2010: Fredro dla dorosłych mężów i żon de Aleksander Fredro

### Teatru TV
- 1992: Obcy bliscy de Gundmundur Steinsson – Marta
- 1992: Roberto Zucco – Fetiță
- 1993: Gyubal Wahazar – Świntusia Macabrescu
- 1999: Dybuk – Gitel
- 2006: Umarli ze Spoon River – Dora Williams